# Nepotismo
Con nepotismo (anche familismo) si indica la tendenza, da parte di detentori di autorità o di particolari poteri, a favorire i propri parenti a causa della loro relazione familiare e indipendentemente dalle loro reali abilità e competenze. Il termine deriva dalla parola latina nepos, che significa "nipote", e viene generalmente usato in senso spregiativo.

## Descrizione
Nel medioevo i papi o qualsiasi persona del clero praticavano il nepotismo (da "nepos" nipote) e dicevano che i loro figli, proibiti se si era un uomo di chiesa, in realtà erano dei nipoti. 
Ad esempio, se un dirigente o politico assume o promuove un parente piuttosto che un estraneo alla famiglia più qualificato, quel dirigente (o politico) sarà accusato di nepotismo. Alcuni biologi hanno suggerito che la tendenza al nepotismo sarebbe istintiva, ereditaria una forma, a loro dire, di selezione parentale.
Il nepotismo in campo politico è un pericolo per la democrazia, perché determina una concentrazione di poteri (e conseguentemente capitali) nelle mani delle stesse famiglie, e perché ostacola il necessario ricambio della classe dirigente ed un accesso universale e meritocratico alle istituzioni e alla pubblica amministrazione.
I legami personali possono compromettere l'indipendenza di un'istituzione e la sua credibilità morale. Se avviene ai più alti livelli dello Stato, fra dirigenze dei partiti di maggioranza e opposizione oppure altre forme di governo può trasformare una democrazia in una specie di oligarchia.
Le leggi sul conflitto di interesse talora contengono dei vincoli di incompatibilità anche fra parenti e consanguinei.
Oggi la parola nepotismo ha assunto anche il significato di favoritismo, raccomandazione. Il termine nepotismo può anche significare un favoreggiamento di una persona, come un amico, oltre ad un parente, rispetto alle altre.

### Nepotismo nella storia e in politica
Nel medioevo, alcuni papi e vescovi cattolici che avevano fatto voto di castità, allevavano i loro figli illegittimi come "nipoti" e concedevano loro incarichi e prebende. Diversi papi sono noti per aver elevato nipoti e altri parenti al cardinalato. Spesso, tali nomine erano usate come mezzo per portare avanti una "dinastia" papale. Ad esempio, Papa Callisto III, della famiglia Borgia, rese cardinali due dei suoi nipoti; uno di loro, Rodri, in seguito usò la sua posizione di cardinale come punto di lancio verso il papato, divenendo Papa Alessandro VI. Contemporaneamente, Alessandro - uno dei papi più corrotti - elevò Alessandro Farnese, fratello della sua amante, al cardinalato; Farnese sarebbe in seguito diventato Papa Paolo III. Anche Paolo si impegnò nel nepotismo, nominando ad esempio cardinali due suoi nipoti di 14 e 16 anni.
Anche papa Sisto IV della Rovere fu famoso per le sue pratiche nepotiste, nominando cardinali ben tre dei suoi nipoti, tra cui Giuliano della Rovere, che sarebbe poi diventato papa Giulio II.
La pratica venne infine cessata quando Papa Innocenzo XII emise una bolla nel 1692. La bolla pontificia proibiva ai papi di concedere proprietà, incarichi o entrate a qualsiasi parente, con l'eccezione che un parente qualificato (al massimo) poteva essere nominato cardinale. Si sono tuttavia registrati casi di nepotismo anche posteriormente alla bolla di Innocenzo XII. Si chiama piccolo nepotismo la cessione da parte del papa, a propri famigliari, di cariche all'interno dello Stato Pontificio; grande nepotismo la concessione di territori, l'infeudazione a propri famigliari.

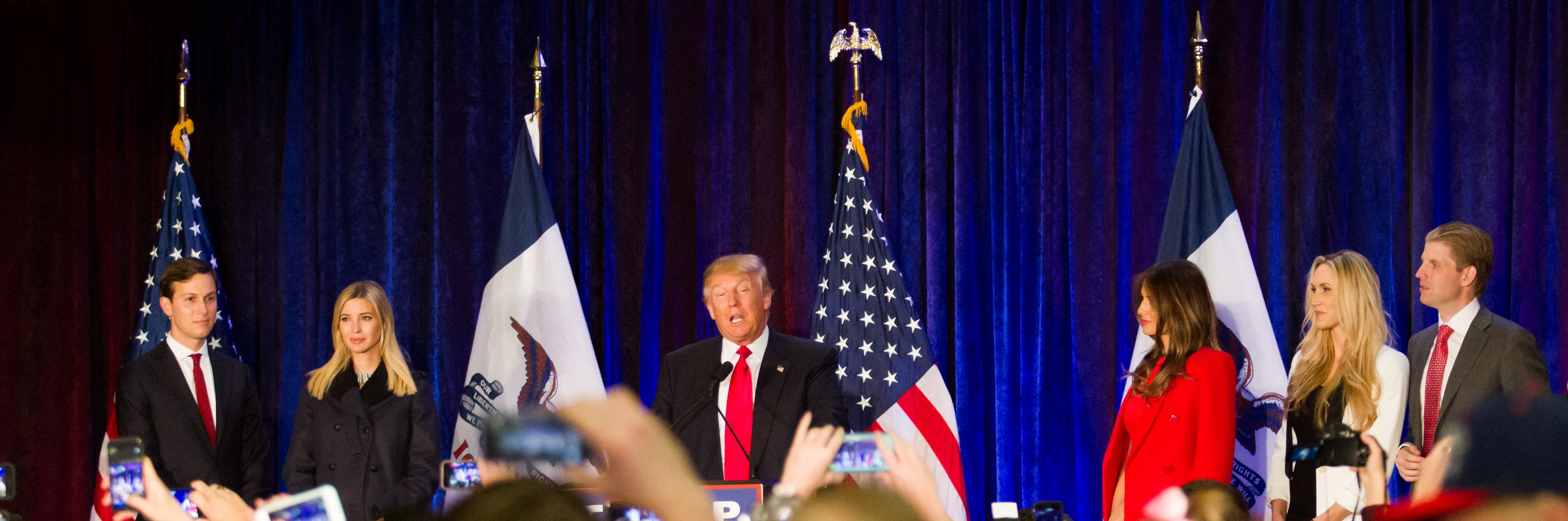
La famiglia Trump

Il nepotismo è un'accusa comune in politica, quando il parente di un personaggio potente ascende a un livello simile apparentemente senza averne la qualifica. Ad esempio, negli Stati Uniti, famiglie politicamente potenti come la famiglia Kennedy e la famiglia Bush, sono talvolta accusate di nepotismo dai critici; il presidente John Fitzgerald Kennedy nominò ministro della giustizia il fratello Bob, e anche il presidente Donald Trump è stato accusato di nepotismo per aver nominato suoi consiglieri la figlia Ivanka e il genero Jared Kushner. Altri esempi di famiglie che hanno dominato la politica del proprio paese sono Abdul Razak Hussein, secondo Primo Ministro di Malaysia e suo figlio, Najib Razak, Vice Primo Ministro della Malaysia, Lee Kuan Yew (1º Primo Ministro di Singapore) e suo figlio, Lee Hsien Loong, che è recentemente succeduto a Goh Chok Tong nello stesso incarico.
Nel Regno Unito, la popolare espressione "And Bob's your uncle" (E Bob è tuo zio) ebbe origine quando il Primo Ministro Robert Cecil, lord Salisbury, nominò suo nipote Arthur Balfour, a un prestigioso incarico. La frase era in origine un motteggio sarcastico del nepotismo, ma oggigiorno significa semplicemente "nessun problema".
In Cina, il nepotismo è visto in luce positiva come un motivo legittimo per essere assunti. Infatti, alcuni cittadini cinesi fecero causa al governo cinese per via delle migrazioni forzate del grande balzo in avanti, sostenendo tra le altre cose che questa separazione dalla famiglia influenzò le possibilità di essere assunti.
In Italia uno dei casi più recenti e noti è stata la candidatura di Renzo Bossi a consigliere regionale della Lombardia nel 2010 nelle liste della Lega Nord, partito allora guidato da suo padre Umberto Bossi. Un altro caso in Italia è stato nel governo Meloni, in quanto il ministro Lollobrigida è il cognato della premier Giorgia Meloni. 
L'attuale record di nepotismo tra i capi di Stato è stato detenuto dal Presidente Maumoon Abdul Gayoom delle Maldive, che conta almeno undici parenti e amici nel suo gabinetto, oltre a numerosi altri nei più alti incarichi di governo.